# Сумчатые кости

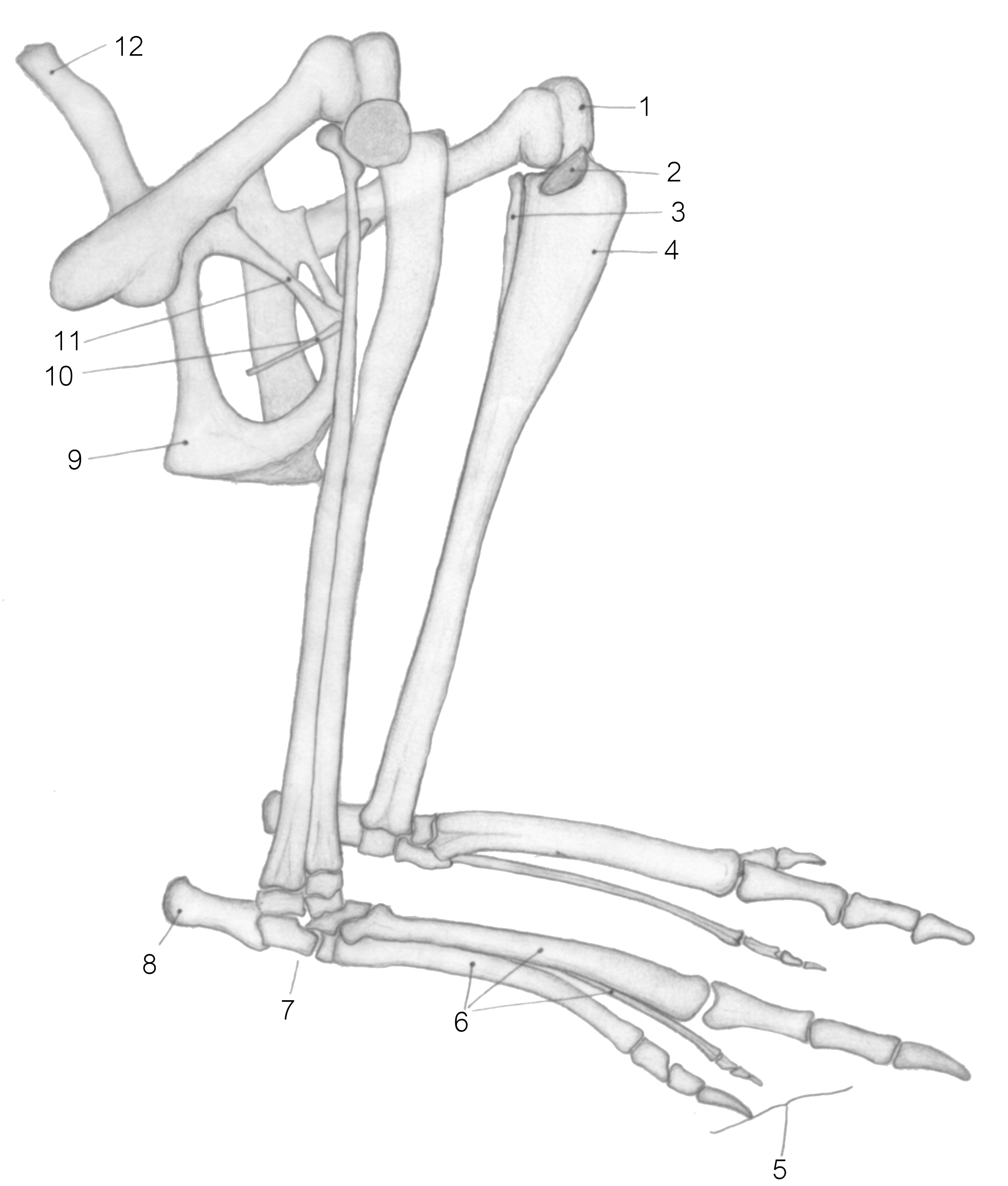
Сумчатые кости (10) на скелетной диаграмме задних конечностей и тазового пояса гигантского кенгуру

Су́мчатые ко́сти (лат. ossa marsupialia) — пара костей, соединённых с передним краем таза и направленных свободными концами вперёд. Они встречаются у ехидны (из однопроходных) и у сумчатых. У некоторых из числа последних они рудиментарны и представлены волокнистыми хрящами (у сумчатого волка Thylacinus cynocephalus, у сумчатого крота Notoryctes). У некоторых плацентарных сумчатые кости представлены небольшими хрящиками, занимающими то же положение по отношению к мускулатуре, как и сумчатые кости (например, по Гексли у собаки они представлены хрящиками, залегающими в пупартовой связке). У амфибий и рептилий сумчатые кости представлены хрящиком, часто вилообразно разделённым на переднем конце и лежащим впереди лонного сращения. Этот хрящик, как лежащий впереди лобковой кости — os pubis, называется os epipubis или cartilago epipubica или в тех случаях, когда он является простым отростком тазового хряща (например, у многопёра Polypterus), — processus epipubicus.